# La Chiffe
La Chiffe (en russe: Triapka) est une nouvelle d’Anton Tchekhov, parue en 1885.

## Historique
La Chiffe est initialement publiée dans la revue russe Le Journal de Pétersbourg, no 331, du 2 décembre 1885 sous le pseudonyme A.Tchekhonte.  Autre traduction sous le titre Le Chiffon.

## Résumé
Pantelei Kokine, secrétaire au journal provincial «L’Oie passagère» se rend ce soir chez l’industriel Bouldykhine où l’on jouera une pièce de théâtre suivie d’un bal et d’un souper. Kokine a une haute opinion de lui-même et de son travail, il ne s’occupe pourtant que des abonnements, mais il espère par ses silences entretenir le flou sur son activité réelle auprès des dames présentes et surtout de Claudine, une demoiselle qui lui plaît fortement.
Hélas!quand il arrive chez Bouldykhine, il est refoulé par le suisse de service : le maître de maison a interdit la fête aux représentants de la presse. Quand il arrive enfin à lui parler pour plaider sa cause, Bouldykhine devant la foule des spectateurs, se plaint des critiques faites dans «L’Oie passagère» sur une pièce où jouait sa fille.
Kokine prend un ton bêlant pour lui assurer qu’il n’est que secrétaire, que cet article a été écrit par le rédacteur en chef et qu’il est entièrement d’accord avec lui.
C’est une trahison publique de son patron, un brave homme pourtant, devant toutes les personnalités de la ville.
Cela ne lui portera pas chance, car son laïus terminé, Bouldykhine se précipite à la rencontre d’un général qui arrive. Kokine n’a plus qu’à rentrer chez lui, honteux.

## Édition française
- Œuvres de A.Tchekhov 1885 – La Chiffe, traduit par Madeleine Durand et Édouard Parayre, Les Éditeurs Français Réunis, 1955, numéro d’éditeur 431.